# Anne de Bavière (1648-1723)
Pour les articles homonymes, voir Anne de Bavière.
 (septembre 2019).
Si vous disposez d'ouvrages ou d'articles de référence ou si vous connaissez des sites web de qualité traitant du thème abordé ici, merci de compléter l'article en donnant les références utiles à sa vérifiabilité et en les liant à la section « Notes et références ».
Titre
Princesse de Condé 
11 décembre 1686 – 1er avril 1709
(22 ans, 3 mois et 21 jours)
Signature
Anne-Henriette-Julie de Bavière-Palatinat, née le 13 mars 1648 à Paris et morte le 23 février 1723 au Petit Luxembourg, est une princesse du Palatinat, devenue la princesse de Condé par mariage. Elle épousera Henri-Jules de Bourbon-Condé, le fils aîné de Louis II de Bourbon-Condé, dit le « Grand Condé », qui héritera du titre de ce dernier à sa mort. Elle est également princesse d'Arches, un titre obtenu à la suite du décès de son petit-cousin, Charles III Ferdinand de Mantoue, en 1708. 

## Biographie

### Enfance
Anne de Bavière est née le 13 mars 1648 à Paris. Elle est la seconde des trois filles qu'eurent Édouard du Palatinat, comte palatin du Rhin, et sa jeune épouse Anne de Gonzague, fille du duc de Mantoue. Anne est issue de deux familles souveraines de très haut lignage mais désargentées. Son père est un fils cadet de Frédéric V, tout premier électeur du Saint-Empire romain germanique et calviniste. Il sera élu roi de Bohème en 1619 en opposition aux Hasbourgs catholiques et sera vaincu au cours de la bataille de la Montagne Blanche de 1620, perdant là ses possessions. Lui et sa famille se verront alors exilés, dont son fils Edouard, aux Provinces-Unies. 
Septième des douze enfants du couple anciennement royal, né en exil, Édouard se convertit au catholicisme et épouse Anne de Gonzague en 1645, dont ils eut alors trois filles. Il mourra prématurément en 1663. Cette dernière est la sœur de la reine de Pologne, Louise-Marie de Gonzague. Ambitieuse, Anne se distingue lors de la Fronde et marie brillamment ses filles. Sa fille aînée épouse le prince de Salm, sa fille benjamine épouse le prince de Calenberg et elle réussit même à faire épouser une nièce calviniste de son époux, Élisabeth-Charlotte de Bavière, au frère du roi de France, Louis XIV, « Monsieur ». Les parents de Anne habitent alors Paris.

### Mariage
Le premier mariage dont s'occupa avec succès Anne de Gonzague, et qui lui permit sans doute les suivants, fut celui de sa fille cadette, Anne de Bavière. Elle avait en effet faire miroiter au futur époux la possibilité d'accéder au trône de Pologne. Ainsi, à peine âgée de quinze ans, Anne épouse Henri-Jules de Bourbon-Condé, alors le duc d'Enghien, fils unique du prince de Condé, dit le « Grand Condé » et le premier prince du sang. Il était surnommée « le Fol » à cause de son comportement ou « le singe vert » à cause de son physique disgracieux. Par son mariage, elle obtient le prédicat d'Altesse Sérénissime ainsi que le titre de « Madame la Duchesse ».
Son époux, prince intelligent mais cynique, et se sachant protégé par son rang, est atteinte de démence et de lycanthropie, hurlant ainsi à la lune tel un loup et capable d'accès de violences et de cruautés, ne craignant pas de s'en prendre aux siens. Il s'en prends à son épouse, ses enfants, serviteurs et servantes qui durent supporter un régime de terreur et de sadisme. C'est dans ce climat que la duchesse mena à terme dix grossesses. En 1686, à la mort de son beau-père elle est faite princesse de Condé et l'épouse du premier prince du sang. Elle est donc appelée « Madame la Princesse ». Cette dernière cachait alors ses ecchymoses sous ses coiffes. 
En effet, bonne et charitable, pieuse et effacée, la princesse de Condé supporta les exubérances et la cruauté de son époux avec beaucoup de dignité, et ce ne fut pas vraisemblablement sans soulagement qu'elle devient veuve à la mort de ce dernier survenue en 1710. Elle avait dût alors, endurer treize ans aux côtés du prince. 

### Veuvage
Son époux décédé, le titre de prince de Condé passe à Louis III de Bourbon-Condé, son fils aîné. Quant à elle, elle devient princesse douairière de Condé. À la mort de sa cousine Marie de Guise en 1688, elle est, avec sa sœur, l'une des héritières par leur grand-mère maternelle, Catherine de Lorraine-Mayenne. Elle obtient de fait le duché de Guise, transmit à la maison de Bourbon-Condé. Elle hérite également de l'hôtel de Guise, à Paris, qu'elles vendent aux Rohan, et le domaine de Marchais, vendu en 1719. La principauté d'Arches lui est aussi léguée en 1708 à la mort de son petit-cousin, Charles III Ferdinand, le dernier duc de Mantoue.

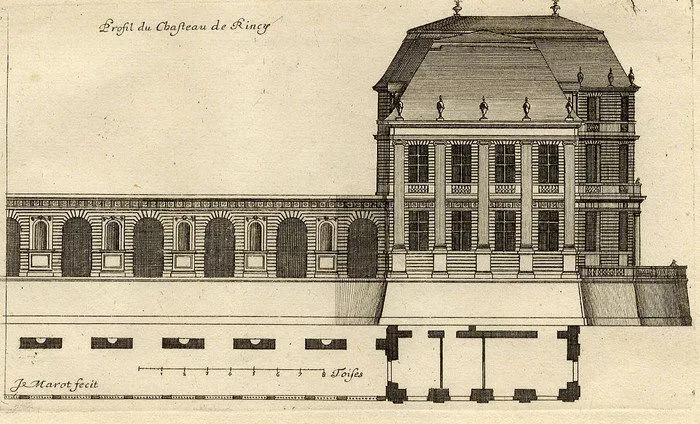
Profil du Château de Rincy par Jean Marot, XVIIIe siècle.

Elle hérite également du comté de Dreux, à la mort de sa fille, Marie-Anne de Bourbon-Condé, en 1718, elle-même héritière de son époux. Elle possède le château du Raincy, qu'elle héritera de sa mère. C'est d'après la princesse qu'est nommée la rue Palatine, du 6e arrondissement à Paris, car elle résidait alors tout à côté, dans le Petit Luxembourg qu'elle fait aménager par un célèbre architecte parisien, Germain Boffrand. Jacques Champion de Chambonnières lui dédie son premier livre de Pièces de Clavessin, publié à Paris en 1670. En 1712, elle lance la mode de l'ombrelle, une mode dite des « Parisiennes ». Elle meurt le 23 février 1723, à Paris. Âgée de soixante-quatorze ans, elle repose au couvent des Carmélites du faubourg Saint-Jacques. 

## Descendance

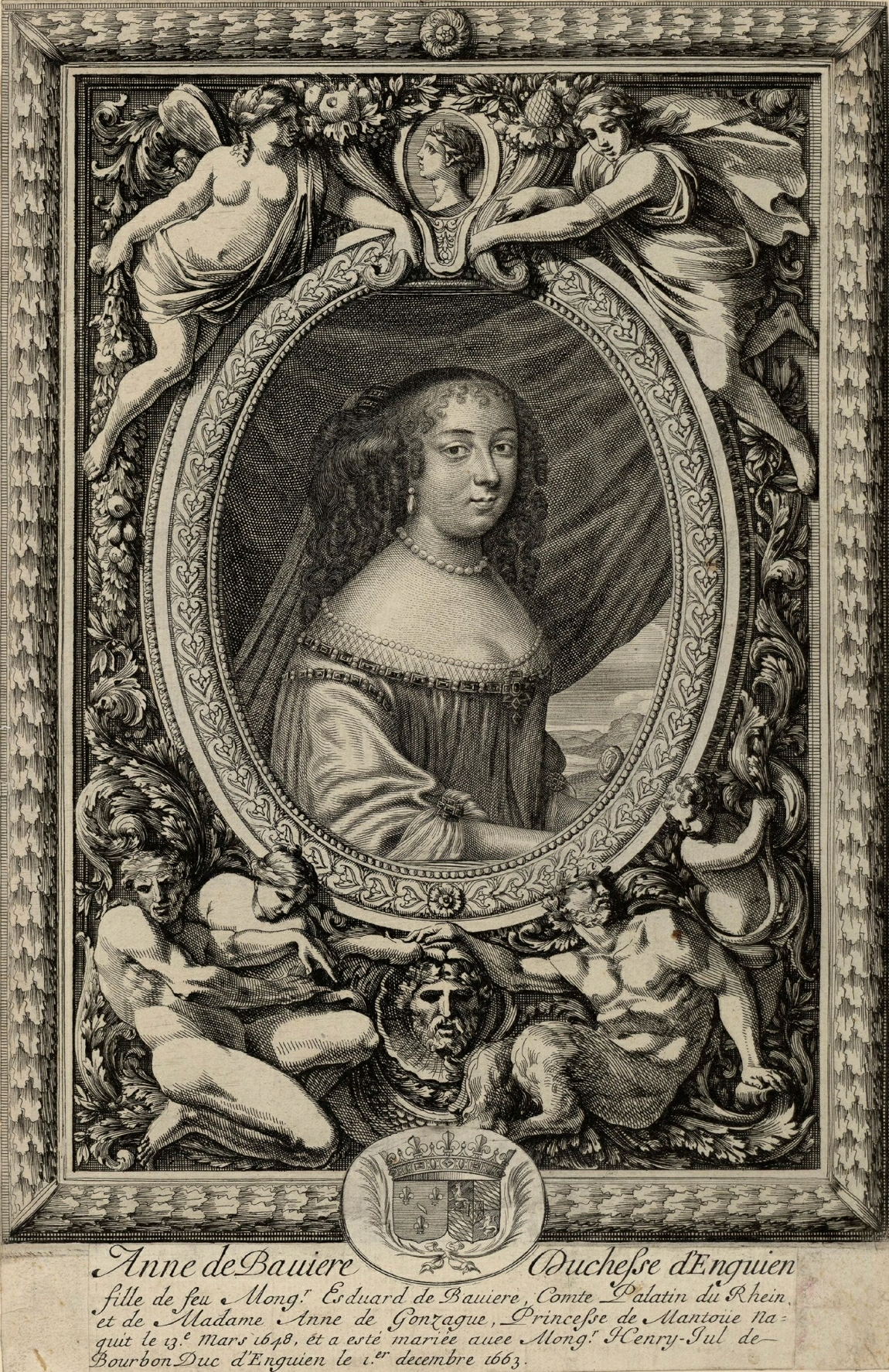
Anne de Bavière, duchesse d'Enghien par graveur anonyme, entre 1653 et 1686.

Anne de Bavière et Henri-Jules de Bourbon-Condé eurent ainsi ensemble dix enfants :
1. Marie-Thérèse de Bourbon-Condé, dite Mademoiselle de Bourbon. Elle épousera François-Louis de Bourbon-Conti, prince de Conti, et deviendra princesse de Conti ;
2. Henri de Bourbon-Condé, duc de Bourbon (5 novembre 1667- 5 juillet 1670) ;
3. Louis III de Bourbon-Condé, prince de Condé. Il épousera Louise-Françoise de Bourbon, dite Mademoiselle de Nantes, une fille légitimée du roi Louis XIV ;
4. Anne de Bourbon-Condé, dite Mademoiselle d'Enghien (11 novembre 1670 - 27 mai 1675) ;
5. Henri de Bourbon-Condé, comte de Clermont (3 juillet 1672 - 6 juin 1675) ;
6. Louis-Henri de Bourbon-Condé, comte de la Marche (9 novembre 1673 - 21 février 1675) ;
7. Anne-Marie de Bourbon-Condé, dite Mademoiselle d'Enghien puis Mademoiselle de Condé ;
8. Louise-Bénédicte de Bourbon-Condé, dite Mademoiselle d'Enghien puis Mademoiselle de Charolais. Elle épousera Louis-Auguste de Bourbon, prince de Dombes et fils légitimé du roi Louis XIV, et deviendra ainsi princesse de Dombes ;
9. Marie-Anne de Bourbon-Condé, dite Mademoiselle de Montmorency puis Mademoiselle d'Enghien. Elle épousera Louis-Joseph de Bourbon-Vendôme et deviendra duchesse de Vendôme ;
10. Fille non-identifiée, dite Mademoiselle de Clermont (17 juillet 1679 - 17 septembre 1680).

## Titulature
- 11 décembre 1663 – 11 novembre 1686 : « Son Altesse Sérénissime Anne de Bavière, Madame la Duchesse d'Enghien » ;
- 11 novembre 1686 – 1er avril 1709 : « Son Altesse Sérénissime Anne de Bavière, Madame la Princesse de Condé, Première Princesse du Sang » ;
- 1er avril 1709 – 23 février 1723 : « Son Altesse Sérénissime Anne de Bavière, Madame la Princesse de Condé douairière ».